# Перелік населених пунктів, що постраждали від Голодомору 1932—1933 (Кіровоградська область)
Перелік населених пунктів, що постраждали від Голодомору в Україні 1932—1933 (Кіровоградська  область)
Дані наведено згідно з виданням Національна Книга пам′яті жертв Голодомору 1932—1933 pp. в Україні. Кіровоградська область.

## Алфавітний перелік
| №   | Населений пункт                                                                                          | Встановлено жертв                         |
| --- | --- | ----------------------------------------- |
| 1   | Абрамівка (Олександрійський район)                                                                       | 6 (стор.615)                              |
| 2   | Аджамка (село)                                                                                           | не менше 50 (стор.271)                    |
| 3   | Андріївка (Новомиргородська міська громада)                                                              | не менше 26 (стор.374)                    |
| 4   | Андріївка (Смолінська селищна громада)                                                                   | не менше 4 (стор.339)                     |
| 5   | Андріївка (Тишківська сільська громада)                                                                  | не менше 42 (стор.136)                    |
| 6   | Антонівка (Долинська міська громада)                                                                     | не менше 26 (стор.160)                    |
| 7   | Антонівка (Компаніївська селищна громада)                                                                | не менше 65 (стор.294)                    |
| 8   | Антонівка (Олександрівська селищна громада)                                                              | не менше 12 (стор.461)                    |
| 9   | Антонівка (Світловодський район)                                                                         | не менше 16 (стор.781)                    |
| 10  | Апрелівка (Кропивницький район)                                                                          | не менше 3 (стор.23)                      |
| 11  | Арсенівка (Олександрійський район)                                                                       | 85 (стор.691)                             |
| 12  | Аудиторівка                                                                                              | 43 (стор.704)                             |
| 13  | Бабичівка (Олександрійський район)                                                                       | 27 (стор.753)                             |
| 14  | Базиківка (Базикове)                                                                                     | 2 (стор.411)                              |
| 15  | Бандурівка                                                                                               | не менше 28 (стор.548)                    |
| 16  | Бандурове (Голованівський район)                                                                         | не менше 25 (стор.53)                     |
| 17  | Бандурове (Кропивницький район)                                                                          | не менше 233 (стор.443)                   |
| 18  | Барвінківка (включена до складу Кетрисанівки)                                                            | не менше 6 (стор.24)                      |
| 19  | Бережинка (Новгородківська селищна громада)                                                              | не менше 18 (стор.272)                    |
| 20  | Березівка (Голованівський район); Ташлик; Чемерпіль                                                      | не менше 11 (стор.63)                     |
| 21  | Березівка (Долинська міська громада)                                                                     | не менше 6 (стор.160)                     |
| 22  | Березівка (Кетрисанівська сільська громада)                                                              | 54 (стор.25)                              |
| 23  | Березівка (Новоукраїнський район)                                                                        | 6 (стор.321)                              |
| 24  | Березівка (Олександрійський район)                                                                       | не менше 65 (стор.399)                    |
| 25  | Березівка (Устинівська селищна громада)                                                                  | не менше 6 (стор.839)                     |
| 26  | Березова Балка                                                                                           | 102 (стор.36)                             |
| 27  | Береславка                                                                                               | не менше 2 (стор.22)                      |
| 28  | Берестяги                                                                                                | 11 (стор.53)                              |
| 29  | Біляївка (Кропивницький район)                                                                           | численні жертви (стор.466)                |
| 30  | Більшовик (Олександрійський район)                                                                       | не менше 1 (стор.610)                     |
| 31  | Бірки (Кропивницький район)                                                                              | 55 (стор.397)                             |
| 32  | Благодатне (Кетрисанівська сільська громада); Грузьке і Ново-Андріївка                                   | не менше 22 (стор.26)                     |
| 33  | Благодатне (Гурівська сільська громада)                                                                  | не менше 12 (стор.150)                    |
| 34  | Бобринець                                                                                                | не менше 146 (стор.20)                    |
| 35  | Бобринка і Горіхівка                                                                                     | не менше 12 (стор.21)                     |
| 36  | Бовтишка                                                                                                 | 372 (стор.405)                            |
| 37  | Богданівка (Долинська міська громада)                                                                    | не менше 8 (стор.153)                     |
| 38  | Богданівка (Знам'янський район)                                                                          | не менше 53 (стор.183)                    |
| 39  | Богданівка (Новоукраїнський район)                                                                       | не менше 24 (стор.136)                    |
| 40  | Богданівка (Петрівський район)                                                                           | не менше 1 (стор.636)                     |
| 41  | Богданове (Голованівський район)                                                                         | не менше 14 (стор.824)                    |
| 42  | Богодарівка і Омелянівка (Онуфріївський район)                                                           | не менше 100 (стор.629)                   |
| 43  | Бокове (Кропивницький район) (тоді Кірове)                                                               | 1874 (стор.152)                           |
| 44  | Бондарівка (Новогеоргіївський район)                                                                     | не менше 3 (стор.753)                     |
| 45  | Борщова (Голованівський район)                                                                           | не менше 19 (стор.353)                    |
| 46  | Браїлівка (Олександрійський район)                                                                       | не менше 3 (стор.620)                     |
| 47  | Братерське                                                                                               | 5 (стор.317)                              |
| 48  | Братолюбівка (Кропивницький район)                                                                       | не менше 30 (стор.158)                    |
| 49  | Братолюбівка (Новоукраїнський район); Вороб'ївка і Нововікторівка                                        | не менше 5 (стор.124)                     |
| 50  | Братське (Попельнастівська сільська громада)                                                             | не менше 6 (стор.596)                     |
| 51  | Бровкове (Новоукраїнський район)                                                                         | не менше 2 (стор.378)                     |
| 52  | Брусівка (Кропивницький район)                                                                           | не менше 9 (стор.839)                     |
| 53  | Бугруватка (Олександрійський район)                                                                      | не менше 4 (стор.721)                     |
| 54  | Бузникувате                                                                                              | не менше 14 (стор.36)                     |
| 55  | Бузова (Кропивницький район)                                                                             | не менше 10 (стор.296)                    |
| 56  | Бугове                                                                                                   | не менше 23 (стор.58)                     |
| 57  | Букварка                                                                                                 | не менше 10 (стор.405)                    |
| 58  | Булаївка (Кіровоградська область)                                                                        | 18 (стор.820)                             |
| 59  | Буланівка (Кропивницький район)                                                                          | не менше 15 (стор.276)                    |
| 60  | Бурти (Новоукраїнський район)                                                                            | 69 (стор.371)                             |
| 61  | Буховецьке                                                                                               | не менше 11 (стор.21)                     |
| 62  | Варварівка (Кропивницький район)                                                                         | не менше 123 (стор.144)                   |
| 63  | Варваро-Олександрівка                                                                                    | не менше 25 (стор.124)                    |
| 64  | Василівка (Гурівська сільська громада)                                                                   | не менше 43 (стор.158)                    |
| 65  | Василівка (Добровеличківська селищна громада)                                                            | не менше 28 (стор.127)                    |
| 66  | Василівка (Новомиргородська міська громада)                                                              | не менше 37 (стор.370)                    |
| 67  | Василівська сільська рада (Бобринецький район) — Василівка (Кетрисанівська сільська громада)             | не менше 11 (стор.22)                     |
| 68  | Василівка (Олександрійський район)                                                                       | не менше 3 (стор.620)                     |
| 69  | Василівка (Світловодський район)                                                                         | не менше 7 (стор.781)                     |
| 70  | Васине                                                                                                   | не менше 4 (стор.209)                     |
| 71  | Велика Андронівка                                                                                        | не менше 12 (стор.383)                    |
| 72  | Велика Андрусівка                                                                                        | 910 (стор.666)                            |
| 73  | Велика Виска                                                                                             | не менше 12 (стор.322)                    |
| 74  | Велика Скельова                                                                                          | 109 (стор.678)                            |
| 75  | Велика Чечеліївка                                                                                        | 22 (стор.343)                             |
| 76  | Великі Трояни                                                                                            | не менше 66 (стор.825)                    |
| 77  | Великодрюкове                                                                                            | не менше 2 (стор.31)                      |
| 78  | Верблюжка                                                                                                | 54 (стор.344)                             |
| 79  | Вербівка (Новоукраїнський район)                                                                         | не менше 6 (стор.384)                     |
| 80  | Вербове (Голованівський район)                                                                           | не менше 47 (стор.73)                     |
| 81  | Вербове (Кропивницький район)                                                                            | не менше 5 (стор.310)                     |
| 82  | Вершино-Кам'янка                                                                                         | не менше 40 (стор.344)                    |
| 83  | Весела Зірка                                                                                             | 4 (стор.556)                              |
| 84  | Веселе (Новоукраїнський район)                                                                           | не менше 3 (стор.335)                     |
| 85  | Веселий Кут (Знам'янський район)                                                                         | не менше 3 (стор.191)                     |
| 86  | Веселий Кут (Новоукраїнський район)                                                                      | не менше 5 (стор.389)                     |
| 87  | Веселий Розділ                                                                                           | 51 (стор.612)                             |
| 88  | Веселівка (Аджамська сільська громада)                                                                   | не менше 6 (стор.273)                     |
| 89  | Веселівка (Кетрисанівська сільська громада) Козорізівка і Петрівка                                       | не менше 10 (стор.22)                     |
| 90  | Веселівка (Новогеоргіївський район)                                                                      | не менше 1 (стор.821)                     |
| 91  | Веселівка (Новоукраїнський район)                                                                        | не менше 22 (стор.369)                    |
| 92  | Веселоіванівка                                                                                           | не менше 1 (стор.566)                     |
| 93  | Веснянка (Новоукраїнський район)                                                                         | не менше 58 (стор.135)                    |
| 94  | Вигода (Компаніївський район)                                                                            | не менше 7 (стор.295)                     |
| 95  | Виноградівка (Кропивницький район)                                                                       | не менше 3 (стор.290)                     |
| 96  | Високі Байраки                                                                                           | не менше 29 (стор.274)                    |
| 97  | Витязівка; Дончине і Зоряне                                                                              | не менше 13 (стор.23)                     |
| 98  | Вишнівці (Олександрійський район)                                                                        | не менше 3 (стор.621)                     |
| 99  | Вишняківка (Кропивницький район)                                                                         | не менше 4 (стор.274)                     |
| 100 | Вищі Верещаки                                                                                            | не менше 35 (стор.407)                    |
| 101 | Вівсяники (Голованівський район)                                                                         | не менше 40 (стор.37)                     |
| 102 | Вікнина                                                                                                  | не менше 23 (стор.54)                     |
| 103 | Вільне (Новоукраїнський район); Червоний Ташлик                                                          | не менше 6 (стор.393)                     |
| 104 | Вільний Посад (Олександрійський район)                                                                   | не менше 3 (стор.385)                     |
| 105 | Вільхове (Голованівський район)                                                                          | не менше 13 (стор.825)                    |
| 106 | Вільшанка (смт)                                                                                          | не менше 43 (стор.34)                     |
| 107 | Вільшанка (Голованівський район)                                                                         | точні дані невідомі (стор.351)            |
| 108 | Вітрівка (Новогеоргіївський район)                                                                       | 145 (стор.784)                            |
| 109 | Владиславка (Голованівський район)                                                                       | не менше 4 (стор.36)                      |
| 110 | Вовча (Компаніївський район); Волошки; Граніт; Дружба; Приют                                             | не менше 28 (стор.298)                    |
| 111 | Водяне (Добровеличківська селищна громада)                                                               | не менше 1000 (стор.133)                  |
| 112 | Водяне (Знам'янська міська громада)                                                                      | не менше 17 (стор.291)                    |
| 113 | Водяне (Петрівський район)                                                                               | не менше 40 (стор.637)                    |
| 114 | Войнівка (Олександрійський район)                                                                        | не менше 27 (стор.557)                    |
| 115 | Володимирівка (Голованівський район)                                                                     | не менше 7 (стор.360)                     |
| 116 | Володимирівка (Знам'янський район)                                                                       | не менше 5 (стор.183)                     |
| 117 | Володимирівка (Катеринівська сільська громада)                                                           | не менше 12 (стор.275)                    |
| 118 | Володимирівка (Компаніївська селищна громада)                                                            | 10 (стор.306)                             |
| 119 | Володимирівка (Новоукраїнський район)                                                                    | не менше 50 (стор.133)                    |
| 120 | Волошки (Кропивницький район); Вовча; Граніт; Дружба; Приют                                              | не менше 28 (стор.298)                    |
| 121 | Вороб'ївка (Новоукраїнський район); Братолюбівка і Нововікторівка                                        | не менше 5 (стор.124)                     |
| 122 | Вороб'ївка (Олександрійський район)                                                                      | 31 (стор.577)                             |
| 123 | Воронівка (Новогеоргіївський район)                                                                      | 194 (стор.757)                            |
| 124 | Воронівка (Новоукраїнський район))                                                                       | не менше 8 (стор.394)                     |
| 125 | Восьма Сотня (Аджамська сільська рада)                                                                   | 14 (стор.271)                             |
| 126 | Гаївка (Кропивницький район)                                                                             | не менше 21 (стор.276)                    |
| 127 | Гаївка (Смолінська селищна громада) (тоді Леніна)                                                        | 66 (стор.325)                             |
| 128 | Гайворон                                                                                                 | не менше 40 (стор.52)                     |
| 129 | хутір Галевича (Олександрійський район)                                                                  | 5 (стор.615)                              |
| 130 | Гамаюнівка (Новогеоргіївський район)                                                                     | не менше 7 (стор.821)                     |
| 131 | Ганнівка (Великоандрусівська сільська громада) (Ганівка)                                                 | 38 (стор.582)                             |
| 132 | Ганнівка (Ганнівська сільська громада)                                                                   | не менше 1 (стор.382)                     |
| 133 | Ганнівка (Голованівський район)                                                                          | не менше 1 (стор.352)                     |
| 134 | Ганнівка (Кропивницький район)                                                                           | не менше 131 (стор.152)                   |
| 135 | Ганнівка (Новомиргородська міська громада)                                                               | не менше 24 (стор.544)                    |
| 136 | Ганнівка (Петрівський район)                                                                             | не менше 8 (стор.637)                     |
| 137 | Ганнинське                                                                                               | не менше 15 (стор.280)                    |
| 138 | Ганно-Леонтовичеве                                                                                       | не менше 11 (стор.842)                    |
| 139 | Ганнопіль (Кропивницький район); Маріуполь (село) і Рощахівка                                            | не менше 24 (стор.30)                     |
| 140 | Ганно-Требинівка                                                                                         | 85 (стор.840)                             |
| 141 | Гапино (Онуфріївський район)                                                                             | 11 (стор.628)                             |
| 142 | Гарманівка                                                                                               | не менше 47 (стор.292)                    |
| 143 | хутір Гаус (Олександрійський район)                                                                      | 5 615                                     |
| 144 | Глинськ (Олександрійський район)                                                                         | 495 (стор.689)                            |
| 145 | Глодоси                                                                                                  | не менше 49 (стор.384)                    |
| 146 | Гнатівка (Новоукраїнський район)                                                                         | не менше 185 (стор.126)                   |
| 147 | Голикове (Кропивницький район)                                                                           | 126 (стор.415)                            |
| 148 | Голованівськ (селище)                                                                                    | не менше 140 (стор.72)                    |
| 149 | Головківка (Олександрійський район)                                                                      | 97 (стор.559)                             |
| 150 | Гординівка                                                                                               | не менше 5 (стор.154)                     |
| 151 | Гордіївка (Кропивницький район)                                                                          | не менше 4 (стор.307)                     |
| 152 | Горіхівка (Кропивницький район) і Бобринка                                                               | не менше 12 (стор.21)                     |
| 153 | Граніт (Компаніївський район); Волошки; Вовча; Дружба; Приют                                             | не менше 28 (стор.298)                    |
| 154 | Григорівка (Аджамська сільська громада)                                                                  | не менше 2 (стор.291)                     |
| 155 | Григорівка (Великоандрусівська сільська громада)                                                         | 152 (стор.695)                            |
| 156 | Григорівка (Новоукраїнський район)                                                                       | не менше 29 (стор.385)                    |
| 157 | Григорівка (Олександрівська селищна громада)                                                             | 68 (стор.449)                             |
| 158 | Громоклій                                                                                                | 10 (стор.587)                             |
| 159 | Громуха                                                                                                  | не менше 15 (стор.383)                    |
| 160 | Грузьке (Голованівський район)                                                                           | не менше 75 (стор.75)                     |
| 161 | Грузьке (Катеринівська сільська громада)                                                                 | не менше 7 (стор.278)                     |
| 162 | Грузьке (Кетрисанівська сільська громада); Благодатне (Кетрисанівська сільська громада) і Ново-Андріївка | не менше 22 (стор.26)                     |
| 163 | Грушка (Голованівський район)                                                                            | не менше 320 (стор.826)                   |
| 164 | Губарівка (Олександрійський район)                                                                       | не менше 5 (стор.611)                     |
| 165 | Губівка                                                                                                  | не менше 21 (стор.295)                    |
| 166 | Гурівка                                                                                                  | не менше 59 (стор.150)                    |
| 167 | Гутницька                                                                                                | 38 (стор.446)                             |
| 168 | Далеке (Новоукраїнський район)                                                                           | 87 (стор.384)                             |
| 169 | Данилова Балка                                                                                           | не менше 21 (стор.826)                    |
| 170 | Дар'ївка (Кропивницький район)                                                                           | 12 (стор.281)                             |
| 171 | Деріївка                                                                                                 | не менше 34 (стор.622)                    |
| 172 | Диківка                                                                                                  | 376 (стор.188)                            |
| 173 | Диковичеве                                                                                               | не менше 2 (стор.356)                     |
| 174 | Димине (Кропивницький район)                                                                             | 21 (стор.385)                             |
| 175 | Димине (Новоукраїнський район) і Лозуватка                                                               | 80 (стор.327)                             |
| 176 | Дібрівка (Новоукраїнський район)                                                                         | не менше 58 (стор.369)                    |
| 177 | Висілок Дібровий (Високопільський район)                                                                 | не менше 1 (стор.280)                     |
| 178 | Дівоче Поле                                                                                              | 171 (стор.564)                            |
| 179 | Дмитрівка (Знам'янський район)                                                                           | не менше 149 (стор.191)                   |
| 180 | Добре (Голованівський район)                                                                             | не менше 253—289 (стор.40)                |
| 181 | Добронадіївка                                                                                            | не менше 52 (стор.566)                    |
| 182 | Добропілля (Олександрійський район)                                                                      | 22 (стор.577)                             |
| 183 | Добрянка (Вільшанський район)                                                                            | не менше 65 (стор.42)                     |
| 184 | Добровеличківка                                                                                          | не менше 350 (стор.124)                   |
| 185 | Долинівка (Гайворонський район)                                                                          | не менше 127 (стор.56)                    |
| 186 | Долинівка (Компаніївський район)                                                                         | не менше 8 (стор.310)                     |
| 187 | Долинська                                                                                                | не менше 16 (стор.142)                    |
| 188 | Доніно-Кам'янка                                                                                          | не менше 41 (стор.219)                    |
| 189 | Донченково; Василівська сільська рада Онуфріївський район                                                | 6 (стор.621)                              |
| 190 | Дончине; Витязівка і Зоряне                                                                              | не менше 13 (стор.23)                     |
| 191 | Дорожинка                                                                                                | не менше 18 (стор.43)                     |
| 192 | Дорофіївка (Новоукраїнський район)                                                                       | 15 (стор.339)                             |
| 193 | Дружба (Олександрійський район)                                                                          | не менше 1(стор.548)                      |
| 194 | Дубки (Світловодський район)                                                                             | не менше 1 (стор.691)                     |
| 195 | Дубова (Кропивницький район)                                                                             | не менше 2 (стор.276)                     |
| 196 | Дружба (Кропивницький район); Граніт; Волошки; Вовча; Приют                                              | не менше 28 (стор.298)                    |
| 197 | Дружелюбівка (Новоукраїнський район)                                                                     | не менше 232 (стор.127)                   |
| 198 | Дубровине                                                                                                | не менше 2 (стор.158)                     |
| 199 | Душинкевичеве (Новопразький район)                                                                       | 9 (стор.543)                              |
| 200 | Єгорівка (Новоукраїнський район) (тоді Нововознесенка)                                                   | 59 (стор.331)                             |
| 201 | Єлизаветградка                                                                                           | 182 (стор.423)                            |
| 202 | Єлизаветівка (Знам'янський район)                                                                        | не менше 2 (стор.209)                     |
| 203 | Ємилівка (Голованівський район, село)                                                                    | не менше 237 (стор.79)                    |
| 204 | Живанівка                                                                                                | 71 (стор.289)                             |
| 205 | Журавка (Голованівський район)                                                                           | не менше 3 (стор.351)                     |
| 206 | Журавлинка (Голованівський район)                                                                        | не менше 20 (стор.80)                     |
| 207 | Завадівка (Кропивницький)                                                                                | не менше 1 (стор.268)                     |
| 208 | Завалля (смт)                                                                                            | не менше 6 (стор.52)                      |
| 209 | Завітне (Голованівський район)                                                                           | не менше 9 (стор.50)                      |
| 210 | Закаміння                                                                                                | 53 (стор.785)                             |
| 211 | Заломи                                                                                                   | не менше 2 (стор.201)                     |
| 212 | Зарудні Байраки (Знам'янський район)                                                                     | не менше 7 (стор.210)                     |
| 213 | Захарівка (Новоукраїнський район)                                                                        | не менше 6 (стор.385)                     |
| 214 | Захарівка (Олександрійський район)                                                                       | 63 (стор.702)                             |
| 215 | Звенигородка (Олександрійська міська громада)                                                            | 9 (стор.542)                              |
| 216 | Звірівка                                                                                                 | не менше 1 (стор.382)                     |
| 217 | Зелена Балка (Олександрійський район)                                                                    | не менше 10 (стор.596)                    |
| 218 | Зелений Барвінок                                                                                         | не менше 3 (стор.566)                     |
| 219 | Зелений Гай (Аджамська сільська громада)                                                                 | не менше 1 (стор.273)                     |
| 220 | Зелений Гай (Попельнастівська сільська громада)                                                          | не менше 13 (стор.567)                    |
| 221 | Зелений Луг (Долинський район)                                                                           | не менше 1 (стор.162)                     |
| 222 | Зелене (Кропивницький район)                                                                             | не менше 40 (стор.299)                    |
| 223 | Зелене (Петрівська селищна громада)                                                                      | не менше 9 (стор.637)                     |
| 224 | Зибкове                                                                                                  | не менше 3 (стор.622)                     |
| 225 | Златопілля і Полум'яне (Кропивницький район)                                                             | не менше 16 (стор.30)                     |
| 226 | Злинка (село)                                                                                            | не менше 124 (стор.323)                   |
| 227 | Знам'янка                                                                                                | не менше 885 (стор.131)                   |
| 228 | Знам'янка Друга                                                                                          | не менше 12 (стор.182)                    |
| 229 | Золотарівка (Олександрійський район)                                                                     | 552 (стор.732)                            |
| 230 | Золотницьке (Кропивницький район)                                                                        | не менше 63 (стор.303)                    |
| 231 | Зоряне (Кропивницький район); Витязівка і Дончине                                                        | не менше 13 (стор.23)                     |
| 232 | Івангород (Кропивницький район)                                                                          | 72 (стор.424)                             |
| 233 | Іванівка (Великоандрусівська сільська громада)                                                           | 409 (стор.718)                            |
| 234 | Іванівка (Гурівська сільська громада)                                                                    | не менше 155 (стор.147)                   |
| 235 | Іванівка (Олександрівська селищна громада)                                                               | не менше 35 (стор.450)                    |
| 236 | Іванівка (Олександрійська міська громада)                                                                | не менше 9 (стор.559)                     |
| 237 | Іванівка (Петрівська селищна громада)                                                                    | не менше 9 (стор.638)                     |
| 238 | Іванівка (Рівнянська сільська громада)                                                                   | не менше 18 (стор.387)                    |
| 239 | Іванівка (Соколівська сільська громада)                                                                  | не менше 52 (стор.278)                    |
| 240 | Іванківці (Знам'янський район)                                                                           | не менше 198 (стор.201)                   |
| 241 | Інгуло-Кам'янка                                                                                          | 211 (стор.345)                            |
| 242 | Інгульське                                                                                               | не менше 2 (стор.843)                     |
| 243 | Інженерівка                                                                                              | не менше 19 (стор.308)                    |
| 244 | Ізмайлівка (Олександрійський район)                                                                      | 9 (стор.569)                              |
| 245 | Іскрівка (Петрівський район)                                                                             | не менше 15 (стор.638)                    |
| 246 | Йосипівка (Благовіщенська міська громада)                                                                | не менше 14 (стор.827)                    |
| 247 | Йосипівка (Голованівський район)                                                                         | не менше 56 (стор.44)                     |
| 248 | Йосипівка (Петрівський район)                                                                            | не менше 14 (стор.638)                    |
| 249 | Казавчин                                                                                                 | не менше 28 (стор.57)                     |
| 250 | Казарня                                                                                                  | не менше 69 (стор.204)                    |
| 251 | Калаборок                                                                                                | 216 (стор.789)                            |
| 252 | Калаколове (тоді Леніно-Ульяновка) і Новопавлівка                                                        | не менше 15 (стор.338)                    |
| 253 | Калантаїв (Олександрійський район)                                                                       | 544 (стор.676)                            |
| 254 | Калинівка (Первозванівська сільська громада)                                                             | не менше 41 (стор.279)                    |
| 255 | Калинувате (Долинський район)                                                                            | не менше 5 (стор.153)                     |
| 256 | Кальниболота                                                                                             | не менше 31 (стор.353)                    |
| 257 | Камбурліївка                                                                                             | численні смерті (стор.622)                |
| 258 | Кам'яна Криниця                                                                                          | не менше 249 — понад 1000 (стор.830)      |
| 259 | Кам'янече                                                                                                | не менше 1 (стор.353)                     |
| 260 | Кам'яний Брід (Голованівський район)                                                                     | не менше 3 (стор.827)                     |
| 261 | Кам'яний Міст (Новоукраїнський район)                                                                    | не менше 7 (стор.389)                     |
| 262 | Кам'яний Яр (село)                                                                                       | дані не встановлені (стор.449)            |
| 263 | Кам'янка (Новомиргородський район)                                                                       | не менше 15 (стор.372)                    |
| 264 | Каніж | не менше 10 (стор.372)                    |
| 265 | Капітанка (Голованівський район)                                                                         | не менше 95 (стор.81)                     |
| 266 | Караказелівка                                                                                            | не менше 1 (стор.385)                     |
| 267 | Карбівка (Новоукраїнський район)                                                                         | не менше 37 (стор.128)                    |
| 268 | Карлівка (Кропивницький район) — тоді Крупське                                                           | не менше 3 (стор.280)                     |
| 269 | Катеринівка (Вільшанський район)                                                                         | 25 (стор.49)                              |
| 270 | Катеринівка (Долинська міська громада)                                                                   | не менше 10 (стор.154)                    |
| 271 | Катеринівка (Олександрійський район)                                                                     | 57 (стор.568)                             |
| 272 | Катеринопіль (Новогеоргіївський район)                                                                   | 6 (стор.789)                              |
| 273 | Кетрисанівка                                                                                             | не менше 40 (стор.24)                     |
| 274 | Кирилівка (Новоукраїнський район)                                                                        | не менше 33 (стор.135)                    |
| 275 | Китайгород (Кропивницький район)                                                                         | 109 (стор.453)                            |
| 276 | Клинове (Голованівський район)                                                                           | не менше 70 (стор.83)                     |
| 277 | Клинці (Кропивницький район)                                                                             | не менше 3 (стор.280)                     |
| 278 | Клочкове                                                                                                 | 236 (стор.794)                            |
| 279 | Кобзарівка (Олександрійський район)                                                                      | 42 (стор.699)                             |
| 280 | Ковалівка (Мар'янівська сільська громада)                                                                | 8 (стор.330)                              |
| 281 | Козирівка                                                                                                | 34 (стор.349)                             |
| 282 | Козорізівка; Веселівка і Петрівка (Бобринецький район)                                                   | не менше 10 (стор.22)                     |
| 283 | Колона (Знам'янський район)                                                                              | не менше 1 (стор.465)                     |
| 284 | Комишувате (Компаніївський район)                                                                        | 31 (стор.290)                             |
| 285 | Комишувате (Новоукраїнський район)                                                                       | не менше 11 387 (стор.387)                |
| 286 | Компаніївка                                                                                              | не менше 27 (стор.288)                    |
| 287 | Коноплянка (Кропивницький район)                                                                         | 9 (стор.283)                              |
| 288 | Копані (Знам'янський район)                                                                              | не менше 8 (стор.219)                     |
| 289 | Копанки (Новоукраїнський район)                                                                          | 42 (стор.326)                             |
| 290 | Копенкувате                                                                                              | 101 (стор.355)                            |
| 291 | Користівка (село)                                                                                        | 8 (стор.557)                              |
| 292 | Коритно-Забузьке                                                                                         | не менше 38 (стор.44)                     |
| 293 | Коробчине (Новоукраїнський район) і Сухолітівка                                                          | не менше 55 (стор.373)                    |
| 294 | Королівка (Новогеоргіївський район)                                                                      | 95 (стор.796)                             |
| 295 | Коротяк                                                                                                  | не менше 1 (стор.296)                     |
| 296 | Косівка (Олександрійський район)                                                                         | не менше 74 (стор.573)                    |
| 297 | Костомарівка і Митрофанівка                                                                              | не менше 6 (стор.26)                      |
| 298 | Костянтинівка (Знам'янський район)                                                                       | не менше 73 (стор.217)                    |
| 299 | Костянтинівка (Новомиргородська міська громада)                                                          | не менше 8 (стор.373)                     |
| 300 | Костянтинівка (Приютівська селищна громада)                                                              | 147 (стор.576)                            |
| 301 | Костянтинівка (Устинівська селищна громада)                                                              | не менше 7 (стор.840)                     |
| 302 | Кошаро-Олександрівка                                                                                     | не менше 8 (стор.832)                     |
| 303 | Красногірка (Голованівський район)                                                                       | не менше 165 (стор.86)                    |
| 304 | Краснопілка (Маловисківський район)                                                                      | точні дані не встановлені (стор.321)      |
| 305 | Краснопілля (Голованівський район)                                                                       | не менше 32 (стор.94)                     |
| 306 | Красносілка (Кропивницький район)                                                                        | 676 (стор.430)                            |
| 307 | Красносілля (Кропивницький район)                                                                        | 136 (стор.446)                            |
| 308 | Кривоносове (Кропивницький район)                                                                        | не менше 11 (стор.32)                     |
| 309 | Крилів (Новогеоргіївський район)                                                                         | не менше 14 (стор.796)                    |
| 310 | Кримки (Кропивницький район)                                                                             | 288 (стор.420)                            |
| 311 | Криничувате (Кропивницький район)                                                                        | не менше 61 (стор.305)                    |
| 312 | Кропивницьке (Новоукраїнський район)                                                                     | не менше 8 (стор.387)                     |
| 313 | Кропивницький                                                                                            | 2238 (стор.268)                           |
| 314 | Крутеньке (Голованівський район)                                                                         | не менше 65 (стор.88)                     |
| 315 | Куколівка                                                                                                | не менше 3 (стор.577)                     |
| 316 | Куколово                                                                                                 | не менше 3 (стор.133)                     |
| 317 | Кулебівка (Кропивницький район)                                                                          | не менше 2 (стор.277)                     |
| 318 | Куца Балка                                                                                               | не менше 45 (стор.45)                     |
| 319 | Куцеволівка                                                                                              | не менше 34 (стор.623)                    |
| 320 | Лаврівка (Кропивницький район)                                                                           | не менше 32 (стор.148)                    |
| 321 | Лазаропіль                                                                                               | 162 (стор.799)                            |
| 322 | Ларисівка                                                                                                | не менше 1 (стор.549)                     |
| 323 | Лебедине (Кропивницький район) (тоді Ворошилівка)                                                        | не менше 34 (стор.314)                    |
| 324 | Левківка (Голованівський район)                                                                          | не менше 11 (стор.366)                    |
| 325 | Лебединка (Голованівський район)                                                                         | не менше 35 (стор.88)                     |
| 326 | Лелеківка (Кропивницький)                                                                                | 75 (стор.270)                             |
| 327 | Леніно Перше (Олександрійський район)                                                                    | 41 (стор.597)                             |
| 328 | Леонтовичеве                                                                                             | не менше 2 (стор.389)                     |
| 329 | Лещівка                                                                                                  | не менше 36 (стор.89)                     |
| 330 | Липівка (Кропивницький район)                                                                            | не менше 46 (стор.460)                    |
| 331 | Липняжка                                                                                                 | 438 (стор.133)                            |
| 332 | Лікарівка                                                                                                | не менше 6 (стор.579)                     |
| 333 | Ліски (Новоукраїнський район)                                                                            | не менше 9 (стор.388)                     |
| 334 | Лобачівка (Компаніївський район)                                                                         | не менше 1 (стор.307)                     |
| 335 | Лозуватка (Великосеверинівська сільська громада)                                                         | точні дані не встановлені (стор.272)      |
| 336 | Лозуватка (Вільшанський район)                                                                           | не менше 26 (стор.41)                     |
| 337 | Лозувата (Голованівський район)                                                                          | понад 1000 (стор.832)                     |
| 338 | Лозуватка (Компаніївська селищна громада)                                                                | не менше 7 (стор.298)                     |
| 339 | Лозуватка (Онуфріївська селищна громада)                                                                 | не менше 12 (стор.621)                    |
| 340 | Лутківка                                                                                                 | 14 (стор.329)                             |
| 341 | Лозуватка (Маловисківська міська громада) і Димине                                                       | 80 (стор.627)                             |
| 342 | Лозуватка (Новопразька селищна громада)                                                                  | 17 (стор.569)                             |
| 343 | Лозуватка (Рівнянська сільська громада)                                                                  | 14 (стор.544)                             |
| 344 | Любимівка (Генічеський район)                                                                            | 17(стор.350)                              |
| 345 | Любомирка (Кропивницький район)                                                                          | 138 (стор.411)                            |
| 346 | Любомирка (Новоукраїнський район)                                                                        | не менше 16 (стор.133)                    |
| 347 | Люшнювате                                                                                                | не менше 75 (стор.91)                     |
| 348 | Ляхове                                                                                                   | не менше 3 (стор.799)                     |
| 349 | Мазурківка (Новгородківський район; приєднане до Тарасівки)                                              | 8 (стор.350)                              |
| 350 | Мала Скельова                                                                                            | не менше 14 (стор.679)                    |
| 351 | Майорівка (Компаніївський район)                                                                         | не менше 12 (стор.304)                    |
| 352 | Майське (Кропивницький район)                                                                            | 17 (стор.25)                              |
| 353 | Макариха (Кропивницький район)                                                                           | 201 (стор.207)                            |
| 354 | Макарівка (Новогеоргіївський район)                                                                      | 24 (стор.800)                             |
| 355 | Нова Андрусівка Олександрійський район                                                                   | не менше 4 (стор.666)                     |
| 356 | Мала Березівка                                                                                           | 15 (стор.547)                             |
| 357 | Мала Березівка (Світловодський район)                                                                    | 105 (стор.705)                            |
| 358 | Мала Виска                                                                                               | 69 (стор.321)                             |
| 359 | Мала Вільшанка (Голованівський район)                                                                    | 76 (стор.46)                              |
| 360 | Мала Ганнівка (Петрівський район)                                                                        | не менше 3 (стор.636)                     |
| 361 | Мала Помічна                                                                                             | 23 (стор.388)                             |
| 362 | Малинівка (Петрівський район)                                                                            | не менше 6 (стор.639)                     |
| 363 | Манжурка                                                                                                 | 37 (стор.87)                              |
| 364 | Мануйлівка (Новоукраїнський район)                                                                       | 86 (стор.329)                             |
| 365 | Маринопіль (Голованівський район)                                                                        | не менше 31 (стор.112)                    |
| 366 | Маріуполь (село); Ганнопіль (Кропивницький район) і Рощахівка                                            | не менше 24 (стор.30)                     |
| 367 | Мар'ївка (Добровеличківська селищна громада)                                                             | не менше 12 (ст. 124)                     |
| 368 | Мар'ївка (Кропивницький район)                                                                           | не менше 12 (ст. 124)                     |
| 369 | Мар'ївка (Новомиргородська міська громада)                                                               | не менше 5 (ст. 374)                      |
| 370 | Мар'ївка (Онуфріївська селищна громада)                                                                  | 136 (стор.626)                            |
| 371 | Мар'ївка (Приютівська селищна громада)                                                                   | не менше 35 (ст. 588)                     |
| 372 | Мартинівка (Голованівський район)                                                                        | не менше 31 (ст. 355)                     |
| 373 | Марто-Іванівка                                                                                           | не менше 14 (ст. 542)                     |
| 374 | Мартоноша                                                                                                | не менше 10 (ст. 374)                     |
| 375 | Марфівка (Кропивницький район)                                                                           | не менше 4 (ст. 153)                      |
| 376 | Мар'янівка (Глодоська сільська громада)                                                                  | не менше 3 (ст. 384)                      |
| 377 | Мар'янівка (Кетрисанівська сільська громада) і Яблунівка                                                 | не менше 29 (ст. 26)                      |
| 378 | Мар'янівка (Мар'янівська сільська громада)                                                               | не менше 16 (ст. 330)                     |
| 379 | Мар'янівка (Новоархангельська селищна громада)                                                           | не менше 16 (ст. 356)                     |
| 380 | Мар'янопіль (Новоукраїнська міська громада)                                                              | не менше 5 (ст. 389)                      |
| 381 | Масляниківка                                                                                             | 14 (стор.270)                             |
| 382 | Матвіївка (Голованівський район)                                                                         | 40 (стор.96)                              |
| 383 | Матусівка і Павлівка                                                                                     | не менше 13 (стор.330)                    |
| 384 | Медерове (Світловодський район)                                                                          | 33 (стор.706)                             |
| 385 | Медове (Олександрійський район) (тоді Леніна Друге)                                                      | не менше 4 (стор.568)                     |
| 386 | Межирічка (Голованівський район)                                                                         | не менше 61 (стор.93)                     |
| 387 | Межове (Новоукраїнський район)                                                                           | 16 (стор.340)                             |
| 388 | Мечиславка                                                                                               | не менше 18 (стор.832)                    |
| 389 | Микільське (Олександрійський район)                                                                      | 139 (стор.721)                            |
| 390 | Миколаївка (Піщанобрідська сільська громада)                                                             | не менше 5 (стор.134)                     |
| 391 | Миколо-Бабанка                                                                                           | не менше 77 (стор.28)                     |
| 392 | Мирне (Долинська міська громада) (тоді Кіровка)                                                          | 44 (стор.324)                             |
| 393 | Миролюбівка (Новомиргородська міська громада) (тоді Жовтневе)                                            | не менше 25 (стор.372)                    |
| 394 | Миронівка (Олександрійський район)                                                                       | 231 (стор.736)                            |
| 395 | Миропіль (Новоукраїнський район)                                                                         | 14 (стор.340)                             |
| 396 | Митрофанівка (Кропивницький район) і Костомарівка                                                        | не менше 6 (стор.26)                      |
| 397 | Михайлівка (Добровеличківська селищна громада)                                                           | 70 (стор.126)                             |
| 398 | Михайлівка (Кропивницький район)                                                                         | 57 (стор.448)                             |
| 399 | Михайлівка (Олександрійський район)                                                                      | 54 (стор.581)                             |
| 400 | Млинок (Олександрійський район)                                                                          | не менше 15 (стор.630)                    |
| 401 | Мовчанівка (Світловодський район)                                                                        | 35 (стор.743)                             |
| 402 | Могилів Курінь                                                                                           | 44 (стор.462)                             |
| 403 | Молдовка                                                                                                 | не менше 69 (стор.96)                     |
| 404 | Могильне                                                                                                 | не менше 30 (стор.59)                     |
| 405 | Могутнє (Кропивницький район)                                                                            | точна кількість невідома (стор.281)       |
| 406 | Молодецьке (Знам'янський район)                                                                          | 21 (стор.212)                             |
| 407 | Морквина                                                                                                 | не менше 33 (стор.297)                    |
| 408 | Морозівка (Онуфріївська селищна громада)                                                                 | 133 (стор.522)                            |
| 409 | Морозівка-1 (Бандурівська сільська рада (Олександрійський район))                                        | 24 (стор.552)                             |
| 410 | Морозівка-2 (Бандурівська сільська рада (Олександрійський район))                                        | 94 (стор.552)                             |
| 411 | Мотронівка (Знам'янський район)                                                                          | не менше 5 (стор.221)                     |
| 412 | Мошорине                                                                                                 | не менше 26 (стор.209)                    |
| 413 | Мощене                                                                                                   | не менше 26 (стор.60)                     |
| 414 | Наглядівка                                                                                               | не менше 8 (стор.309)                     |
| 415 | Надежденка (Україна)                                                                                     | не менше 8 (стор.616)                     |
| 416 | Надеждівка (Голованівський район)                                                                        | не менше 70 (стор.98)                     |
| 417 | Надлак                                                                                                   | 84 (стор.357)                             |
| 418 | Назарівка (Кропивницький район)                                                                          | точна кількість невідома (стор.281)       |
| 419 | Наливайка (село)                                                                                         | не менше 197 (стор.102)                   |
| 420 | Небелівка                                                                                                | не менше 24 (стор.358)                    |
| 421 | Недогарки (Олександрійський район)                                                                       | 124 (стор.585)                            |
| 422 | Некрасівка (Новогеоргіївський район)                                                                     | не менше 1 (стор.821)                     |
| 423 | Нерубайка                                                                                                | 89 (стор.359)                             |
| 424 | Нерубайка (Олександрівський район)                                                                       | 31 (стор.470)                             |
| 425 | Нерушково (Новогеоргіївський район)                                                                      | не менше 1 (стор.821)                     |
| 426 | Несваткове                                                                                               | 150 (стор.450)                            |
| 427 | Нестерівка (Олександрійський район)                                                                      | не менше 2 (стор.616)                     |
| 428 | Нечаївка (Компаніївський район)                                                                          | не менше 24 (стор.302)                    |
| 429 | Нижчі Верещаки                                                                                           | 222 (стор.474)                            |
| 430 | Новгородка                                                                                               | не менше 131 (стор.343)                   |
| 431 | Нова Ковалівка (село)                                                                                    | не менше 1 (стор.135)                     |
| 432 | Нова Осота                                                                                               | 237 (стор.456)                            |
| 433 | Нова Прага                                                                                               | не менше 14 (стор.543)                    |
| 434 | Нове Липове                                                                                              | 524 (стор.810)                            |
| 435 | Новий Стародуб (тоді Овнянка)                                                                            | не менше 95 (стор.615)                    |
| 436 | Новоандріївка (Кропивницький район)                                                                      | не менше 34 (стор.346)                    |
| 437 | Новогомельське                                                                                           | не менше 5 (стор.21)                      |
| 438 | Нововодяне (Новоукраїнський район)                                                                       | не менше 5 (стор.21)                      |
| 439 | Новоєгорівка (Новоукраїнський район)                                                                     | не менше 1 (стор.389)                     |
| 440 | Новоселиця (Голованівський район)                                                                        | близько 380 (стор.832)                    |
| 441 | Ново-Андріївка; Грузьке (Кетрисанівська сільська громада) і Благодатне (Кетрисанівська сільська громада) | не менше 22 (стор.26)                     |
| 442 | Новоархангельськ                                                                                         | не менше 16 (стор.351)                    |
| 443 | Новогеоргіївськ                                                                                          | 968 (стор.780)                            |
| 444 | Новогригорівка Друга                                                                                     | близько 300 (стор.159)                    |
| 445 | Новогригорівка Перша                                                                                     | не менше 60 (стор.148)                    |
| 446 | Нововікторівка (Новоукраїнський район); Братолюбівка і Вороб'ївка                                        | не менше 5 (стор.124)                     |
| 447 | Новогригорівка (Кропивницький район)                                                                     | не менше 5 (стор.277)                     |
| 448 | Новогригорівка (Новоукраїнський район)                                                                   | не менше 6 (стор.332)                     |
| 449 | Новомиколаївка (Знам'янський район)                                                                      | не менше 2 (стор.196)                     |
| 450 | Новокостянтинівка (Маловисківський район)                                                                | 7 (стор.321)                              |
| 451 | Новомиколаївка (Глодоська сільська громада)                                                              | 44 (стор.390)                             |
| 452 | Новомиколаївка (Кетрисанівська сільська громада); Фесуново                                               | не менше 14 (стор.28)                     |
| 453 | Новомиргород                                                                                             | не менше 29 (стор.368)                    |
| 454 | Новомихайлівка (Кропивницький район)                                                                     | не менше 4 (стор.155)                     |
| 455 | Новомихайлівка (Мар'янівська сільська громада)                                                           | 24 (стор.315)                             |
| 456 | Новоолександрівка (Аджамська сільська громада)                                                           | не менше 2 (стор.281)                     |
| 457 | Новоолександрівка (Долинська міська громада)                                                             | не менше 6 (стор.156)                     |
| 458 | Новоолександрівка (Знам'янський район)                                                                   | не менше 43 (стор.211)                    |
| 459 | Новоолександрівка (Олександрійський район)                                                               | 16 (стор.599)                             |
| 460 | Новоолександрівка (Смолінська селищна громада) і Новопетрівка                                            | не менше 6 (стор.322)                     |
| 461 | Новоолексіївка (Олександрійський район)                                                                  | не менше 7 (стор.580)                     |
| 462 | Новопавлівка (Помічнянська міська громада)                                                               | не менше 5 (стор.392)                     |
| 463 | Новопавлівка (Смолінська селищна громада) і Калаколове                                                   | не менше 15 (стор.338)                    |
| 464 | Новопетрівка (Голованівський район)                                                                      | не менше 4 (стор.352)                     |
| 465 | Новопетрівка (Смолінська селищна громада) і Новоолександрівка                                            | не менше 6 (стор.322)                     |
| 466 | Новопилипівка (Олександрія)                                                                              | 103 (стор.541)                            |
| 467 | Новопокровка (Знам'янський район)                                                                        | не менше 88 (стор.208)                    |
| 468 | Новосавицьке (Кропивницький район)                                                                       | не менше 10 (стор.161)                    |
| 469 | Новоселівка (Олександрійський район) (тоді Комінтерн)                                                    | не менше 2 (стор.572)                     |
| 470 | Новооситняжка                                                                                            | точні дані не збереглися (стор.479)       |
| 471 | Новосілка (Голованівський район)                                                                         | не менше 101 (стор.114)                   |
| 472 | Новостанівка                                                                                             | не менше 7 (стор.341)                     |
| 473 | Новостанкувата                                                                                           | не менше 20 (стор.136)                    |
| 474 | Новотимофіївка (Новгородківський район)                                                                  | 41 (стор.346)                             |
| 475 | Новоукраїнка                                                                                             | не менше 20 (стор.382)                    |
| 476 | Новоулянівка (до 2016 — Володимиро-Ульяновка)                                                            | не менше 48 (стор.586)                    |
| 477 | Новофедорівка (Новогеоргіївський район)                                                                  | не менше 5 (стор.810)                     |
| 478 | Новошевченкове                                                                                           | близько 300 людей (стор.155)              |
| 479 | Обознівка (Кропивницький район)                                                                          | не менше 2 (стор.282)                     |
| 480 | Оврагове                                                                                                 | 68 (стор.700)                             |
| 481 | Овсяниківка                                                                                              | не менше 3 (стор.282)                     |
| 482 | Озерна (Олександрія)                                                                                     | не менше 3 (стор.616)                     |
| 483 | Олександрівка (Білозерський район)                                                                       | не менше 4 (стор.253)                     |
| 484 | Олександрівка (Добровеличківська селищна громада)                                                        | не менше 16 (стор.134)                    |
| 485 | Олександрівка (Долинська міська громада)                                                                 | 508 (стор.155)                            |
| 486 | Олександрівка (Катеринівська сільська громада)                                                           | не менше 29 (стор.275)                    |
| 487 | Олександрівка (Кіровоградська область, смт)                                                              | 38 (стор.451)                             |
| 488 | Олександрівка (Маловисківська міська громада)                                                            | 19 (стор.332)                             |
| 489 | Олександрівка (Петрівський район)                                                                        | не менше 15 (стор.641)                    |
| 490 | Олександрівка (Попельнастівська сільська громада)                                                        | не менше 8 (стор.588)                     |
| 491 | Олександрівка (Устинівська селищна громада)                                                              | не менше 17 (стор.843)                    |
| 492 | Олександрійське (тоді Димитрове)                                                                         | 88 (стор.842)                             |
| 493 | Олександрія                                                                                              | 1729 (стор.539)                           |
| 494 | Олександро-Мар'ївка                                                                                      | не менше 26 (стор.640)                    |
| 495 | Олексіївка (Голованівський район)                                                                        | не менше 5 (стор.115)                     |
| 496 | Олексіївка (Кетрисанівська сільська громада)                                                             | не менше 26 (стор.29)                     |
| 497 | Олексіївка (Піщанобрідська сільська громада)                                                             | не менше 18 (стор.135)                    |
| 498 | Оліївка (Олександрійський район)                                                                         | не менше 2 (стор.555)                     |
| 499 | Омелянівка (Онуфріївський район) та Богодарівка                                                          | не менше 100 (стор.629)                   |
| 500 | Омельгород                                                                                               | 149 (стор.469)                            |
| 501 | Оникієве                                                                                                 | не менше 20 (стор.333)                    |
| 502 | Онуфріївка                                                                                               | не менше 84 (стор.620)                    |
| 503 | Оріхове (Онуфріївський район)                                                                            | 80 (стор.627)                             |
| 504 | Орлова Балка (Знам'янський район)                                                                        | не менше 4 (стор.212)                     |
| 505 | Орлове (Голованівський район)                                                                            | не менше 4 (стор.316)                     |
| 506 | Осиковате (Олександрійський район)                                                                       | не менше 4 (стор.616)                     |
| 507 | Оситна                                                                                                   | не менше 9 (стор.376)                     |
| 508 | Оситняжка (Кропивницький район)                                                                          | не менше 45 (стор.283)                    |
| 509 | Оситняжка (Новоукраїнський район)                                                                        | не менше 61 (стор.375)                    |
| 510 | Осички (Голованівський район)                                                                            | не менше 4 (стор.33)                      |
| 511 | Острівка (Компаніївський район)                                                                          | не менше 4 (стор.291)                     |
| 512 | Очеретяне (Кропивницький район)                                                                          | не менше 3 (стор.154)                     |
| 513 | Павлиш                                                                                                   | не менше 5 (стор.620)                     |
| 514 | Павлівка (Новоукраїнський район) і Матусівка                                                             | не менше 13 (стор.330)                    |
| 515 | Павлівка (Олександрійський район)                                                                        | 178 (стор.747)                            |
| 516 | Павлогірківка                                                                                            | не менше 22 (стор.29)                     |
| 517 | Паліївка (Маловисківський район)                                                                         | 67 (стор.344)                             |
| 518 | Пантазіївка                                                                                              | не менше 14 (стор.210)                    |
| 519 | Пантаївка                                                                                                | не менше 2 (стор.542)                     |
| 520 | Панчеве                                                                                                  | не менше 1 (стор.376)                     |
| 521 | Пасічне (Маловисківський район) (тоді Ленінське) і Новомихайлівка                                        | не менше 12 (стор.333)                    |
| 522 | Пахарівка (Олександрійський район)                                                                       | 33 (стор.572)                             |
| 523 | Пеньківка (Новогеоргіївський район)                                                                      | не менше 17 (стор.811)                    |
| 524 | Первомайськ (Новоукраїнський район)                                                                      | не менше 33 (стор.335)                    |
| 525 | Первозванівка (Кропивницький район)                                                                      | не менше 4 (стор.283)                     |
| 526 | Перегонівка (Голованівський район)                                                                       | не менше 225 (стор.105)                   |
| 527 | Перемога (Новоукраїнський район)                                                                         | не менше 36 (стор.135)                    |
| 528 | Першотравенка (Кропивницький район)                                                                      | 29 (стор.306)                             |
| 529 | Петрове (смт.)                                                                                           | не менше 77 (стор.635)                    |
| 530 | Петрівка (Бобринецький район); Веселівка і Козорізівка                                                   | не менше 10 (стор.22)                     |
| 531 | Петрівка (Кропивницький район)                                                                           | не менше 13 (стор.308)                    |
| 532 | Петрівка (Олександрійський район)                                                                        | не менше 3 (стор.630)                     |
| 533 | Петрове (Знам'янський район)                                                                             | не менше 7 (стор.211)                     |
| 534 | Петрозагір'я                                                                                             | 213 (стор.563)                            |
| 535 | Петроострів                                                                                              | не менше 5 (стор.376)                     |
| 536 | Писанка (село)                                                                                           | не менше 5 (стор.157)                     |
| 537 | Писарівка (Новоукраїнський район)                                                                        | не менше 28 (стор.376)                    |
| 538 | Пистрівка (Новогеоргіївський район)                                                                      | не менше 3 (стор.821)                     |
| 539 | Підвисоке (Голованівський район)                                                                         | не менше 16 (стор.360)                    |
| 540 | Підгайці (Кропивницький район)                                                                           | не менше 2 (стор.272)                     |
| 541 | Підлісне (Кропивницький район)                                                                           | 282 (стор.457)                            |
| 542 | Піщаний Брід (Новоукраїнський район)                                                                     | 416 (стор.135)                            |
| 543 | Піщаний Брід (Олександрійський район)                                                                    | 46 (стор.570)                             |
| 544 | Піщанівка (Світловодський район)                                                                         | 3 (стор.706)                              |
| 545 | Плетений Ташлик                                                                                          | 67 (стор.336)                             |
| 546 | Плоске (Знам'янський район)                                                                              | не менше 209 (стор.195)                   |
| 547 | Плоско-Забузьке                                                                                          | не менше 5 (стор.47)                      |
| 548 | Покотилове                                                                                               | не менше 17 (стор.360)                    |
| 549 | Покровка (Компаніївський район)                                                                          | не менше 4 (стор.315)                     |
| 550 | Покровське (Голованівський район)(тоді Котовка)                                                          | не менше 13 (стор.58)                     |
| 551 | Покровське (Кропивницький район)                                                                         | не менше 12 (стор.284)                    |
| 552 | Полонисте                                                                                                | не менше 258 (стор.108)                   |
| 553 | Полтавка (Компаніївський район)                                                                          | 44 (стор.309)                             |
| 554 | Полум'яне (Кропивницький район) і Златопілля                                                             | не менше 16 (стор.30)                     |
| 555 | Помічна (село)                                                                                           | 71 (стор.391)                             |
| 556 | Попельнасте                                                                                              | 141 (стор.595)                            |
| 557 | Попівка (Кропивницький район)                                                                            | не менше 3 (стор.283)                     |
| 558 | Попівка (Олександрійський район)                                                                         | не менше 3 (стор.630)                     |
| 559 | Приют (Голованівський район)                                                                             | не менше 1 (стор.353)                     |
| 560 | Приют (Компаніївський район); Дружба; Граніт; Волошки; Вовча                                             | не менше 28 (стор.298)                    |
| 561 | Приют (Новоукраїнський район)                                                                            | не менше 8 (стор.392)                     |
| 562 | Приют (Світловодський район)                                                                             | 19 (стор.737)                             |
| 563 | Приютівка                                                                                                | не менше 20 (стор.545)                    |
| 564 | Протопопівка (Олександрійський район)                                                                    | численні смерті (стор.597)                |
| 565 | Прохорова Балка                                                                                          | не менше 3 (стор.324)                     |
| 566 | Пустельникове                                                                                            | не менше 29 (стор.571)                    |
| 567 | Пушкове                                                                                                  | не менше 37 (стор.109)                    |
| 568 | Ревівка (Новогеоргіївський район)                                                                        | 344 (стор.649)                            |
| 569 | Рівне (Рівнянська сільська громада)                                                                      | не менше 17 (стор.392)                    |
| 570 | Рексине (Тясинівка; приєднане до Красносілля)                                                            | численні жертви (стор.446)                |
| 571 | Родниківка (Кропивницький район)                                                                         | не менше 4 (стор.307)                     |
| 572 | Роздол (Голованівський район)                                                                            | не менше 42 (стор.110)                    |
| 573 | Роздолля (Компаніївська селищна громада)                                                                 | 47 (стор.320)                             |
| 574 | Розкішне (Голованівський район)                                                                          | не менше 46 (стор.112)                    |
| 575 | Розношенське                                                                                             | не менше 22 (стор.832)                    |
| 576 | Розсохуватець                                                                                            | 76 (стор.362)                             |
| 577 | Розсохуватка (Маловисківський район)                                                                     | 85 (стор.338)                             |
| 578 | Розумівка (Кропивницький район)                                                                          | 237 (стор.469)                            |
| 579 | Рощахівка; Ганнопіль (Кропивницький район) і Маріуполь (село)                                            | не менше 24 (стор.30)                     |
| 580 | Рубаний Міст (Новоукраїнський район)                                                                     | не менше 15 (стор.377)                    |
| 581 | Ружичеве                                                                                                 | 34 (стор.465)                             |
| 582 | Сабатинівка                                                                                              | не менше 14 (стор.834)                    |
| 583 | Саблине                                                                                                  | не менше 1 (стор.184)                     |
| 584 | Сабове                                                                                                   | не менше 1 (стор.356)                     |
| 585 | Сасівка (Компаніївський район)                                                                           | 111 (стор.314)                            |
| 586 | Світлопіль                                                                                               | не менше 12 (стор.601)                    |
| 587 | Скалівські Хутори                                                                                        | 65 (стор.363)                             |
| 588 | Свірневе                                                                                                 | не менше 33 (стор.115)                    |
| 589 | Седнівка                                                                                                 | не менше 8 (стор.844)                     |
| 590 | Семенасте                                                                                                | 24 (стор.393)                             |
| 591 | Семигір'я (Олександрійський район)                                                                       | 150 (стор.694)                            |
| 592 | Семидуби (Голованівський район)                                                                          | не менше 30 (стор.116)                    |
| 593 | Семикосівка                                                                                              | 8 (стор.311)                              |
| 594 | Синицівка                                                                                                | не менше 54 (стор.835)                    |
| 595 | Синюха (Новоархангельська селищна громада)                                                               | точні дані невідомі (стор.351)            |
| 596 | Серебряне                                                                                                | 259 (стор.710)                            |
| 597 | Середнє (Нижньосірогозький район)                                                                        | 3 (стор.352)                              |
| 598 | Ситаєве (тоді Новомосковське)                                                                            | не менше 26 (стор.145)                    |
| 599 | Скалева                                                                                                  | не менше 22 (стор.362)                    |
| 600 | Славне (Кропивницький район)                                                                             | не менше 2 (стор.153)                     |
| 601 | Скопіївка                                                                                                | не менше 64 (стор.127)                    |
| 602 | Скубіївка                                                                                                | 29 (стор.812)                             |
| 603 | Сніжкове                                                                                                 | не менше 91 (стор.763)                    |
| 604 | Солгутове                                                                                                | не менше 28 (стор.61)                     |
| 605 | Солдатське (Петрівський район)                                                                           | не менше 3 (стор.636)                     |
| 606 | Соломія (село)                                                                                           | не менше 11 (стор.61)                     |
| 607 | Сонине                                                                                                   | не менше 4 (стор.588)                     |
| 608 | Сорочанове                                                                                               | не менше 25 (стор.28)                     |
| 609 | Соснівка (Кропивницький район)                                                                           | 113 (стор.471)                            |
| 610 | Сотницька Балка                                                                                          | не менше 4 (стор.393)                     |
| 611 | Спасо-Мажарівка                                                                                          | 15 (стор.220)                             |
| 612 | Спільне (село)                                                                                           | не менше 370 (стор.378)                   |
| 613 | Ставидла                                                                                                 | 155-211 (стор.478)                        |
| 614 | Станіславове                                                                                             | не менше 1 (стор.826)                     |
| 615 | Станкувате                                                                                               | не менше 94 — до 250 (стор.48)            |
| 616 | Стара Балашівка                                                                                          | не менше 1 (стор.270)                     |
| 617 | Стара Буланівка (Кропивницький район)                                                                    | 10 (стор.277)                             |
| 618 | Стара Осота                                                                                              | 505 (стор.489)                            |
| 619 | Старе Липове                                                                                             | не менше 14 (стор.811)                    |
| 620 | Старі Кошари (Олександрійський район)                                                                    | не менше 7 (стор.616)                     |
| 621 | Степанівка (Голованівський район)                                                                        | не менше 6 (стор.45)                      |
| 622 | Степове (Долинська міська громада) (тоді Більшовик)                                                      | не менше 3 (стор.143)                     |
| 623 | Степове (Устинівська селищна громада) (тоді Ленінка)                                                     | не менше 6 (стор.845)                     |
| 624 | Степовик (Компаніївський район)                                                                          | не менше 4 (стор.292)                     |
| 625 | Стецівка (Новогеоргіївський район)                                                                       | не менше 2 (стор.822)                     |
| 626 | Стримівка                                                                                                | не менше 6 (стор.425)                     |
| 627 | Суботці                                                                                                  | не менше 300 (стор.216)                   |
| 628 | Суслове                                                                                                  | не менше 7 (стор.300)                     |
| 629 | Сухий Ташлик (село)\|не менше 38 (стор.49)                                                               |                                           |
| 630 | Суходільське                                                                                             | не менше 200 (стор.160)                   |
| 631 | Сухолітівка і Коробчине                                                                                  | не менше 55 (стор.373)                    |
| 632 | Табанове                                                                                                 | не менше 49 (стор.90)                     |
| 633 | Талова Балка                                                                                             | 302 (стор.743)                            |
| 634 | Тарасівка (Голованівський район)                                                                         | не менше 3 (стор.122)                     |
| 635 | Тарасівка (Кетрисанівська сільська громада) і Червонопілля (Кропивницький район)                         | не менше 10 (стор.31)                     |
| 636 | Тарасівка (Компаніївський район)                                                                         | 10 (стор.309)                             |
| 637 | Тарасівка (Новгородківська селищна громада)                                                              | не менше 117 (стор.349)                   |
| 638 | Тарасівка (Новоукраїнський район)                                                                        | не менше 5 (стор.333)                     |
| 639 | Тарасово-Шевченкове                                                                                      | 76 (стор.579)                             |
| 640 | Таужне                                                                                                   | не менше 7 (стор.61)                      |
| 641 | Ташлик (Гайворонський район); Березівка; Чемерпіль                                                       | не менше 11 (стор.63)                     |
| 642 | Тернівка (Голованівський район)                                                                          | 153 (стор.365)                            |
| 643 | Тернове (Новоукраїнський район)                                                                          | не менше 48 (стор.136)                    |
| 644 | Тимофіївка (Голованівський район)                                                                        | не менше 6 (стор.358)                     |
| 645 | Тишківка (Тишківська сільська громада)                                                                   | не менше 400 (стор.136)                   |
| 646 | Топило                                                                                                   | не менше 3 (стор.220)                     |
| 647 | Тополі (Голованівський район)                                                                            | не менше 16 (стор.62)                     |
| 648 | Торговиця (Голованівський район)                                                                         | 64 (стор.366)                             |
| 649 | Травневе (Олександрійський район) (тоді Пролетарське)                                                    | не менше 5 (стор.595)                     |
| 650 | Третє Згурівське (Долинський район)                                                                      | не менше 7 (стор.156)                     |
| 651 | Трепівка                                                                                                 | точна кількість не встановлена (стор.217) |
| 652 | Триліси (Кропивницький район)                                                                            | 214 (стор.460)                            |
| 653 | Трояни (Новоукраїнський район)                                                                           | не менше 122 (стор.138)                   |
| 654 | Троянка (Голованівський район)                                                                           | не менше 118 (стор.119)                   |
| 655 | Трудівка                                                                                                 | 42 (стор.564)                             |
| 656 | Трудолюбівка (Компаніївська селищна громада)                                                             | не менше 11 (стор.293)                    |
| 657 | Трудолюбівка (Кетрисанівська сільська громада)                                                           | не менше 2 (стор.30)                      |
| 658 | Турія (Новоукраїнський район)                                                                            | не менше 19 (стор.378)                    |
| 659 | Тясминка                                                                                                 | 17 (стор.813)                             |
| 660 | Улянівка (Новоукраїнський район)                                                                         | не менше 6 (стор.395)                     |
| 661 | Успенка (Олександрійський район)                                                                         | 193 (стор.633)                            |
| 662 | Успенівка (Новоукраїнський район)                                                                        | 10 (стор.332)                             |
| 663 | Устинівка (смт)                                                                                          | не менше 37 (стор.838)                    |
| 664 | хутір Успенсько-Омельницький (Олександрійський район)                                                    | 45 (стор.634)                             |
| 665 | Фалькове                                                                                                 | не менше 3 (стор.154)                     |
| 666 | Федіївка (Кропивницький район)                                                                           | не менше 25 (стор.31)                     |
| 667 | Федірки (Світловодський район)                                                                           | 160 (стор.761)                            |
| 668 | Федорівка (Новоукраїнський район)                                                                        | не менше 155 (стор.140)                   |
| 669 | Федорівка (Олександрійський район)                                                                       | не менше 5 (стор.600)                     |
| 670 | Федорівка (Первозванівська сільська громада)                                                             | 31 (стор.285)                             |
| 671 | Федоро-Шулічине                                                                                          | не менше 1 (стор.156)                     |
| 672 | Фесуново і Новомиколаївка (Кетрисанівська сільська громада)                                              | не менше 14 (стор.28)                     |
| 673 | Хайнівка                                                                                                 | 58 (стор.479)                             |
| 674 | Хащувате                                                                                                 | не менше 32 (стор.63)                     |
| 675 | Хвощевате (Знам'янка)                                                                                    | не менше 4 (стор.181)                     |
| 676 | Хмельове (Новоукраїнський район)                                                                         | не менше 25 (стор.338)                    |
| 677 | Цвіткове (Знам'янський район)                                                                            | не менше 1 (стор.222)                     |
| 678 | Цвіткове (Червонокостянтинівська сільська рада)                                                          | не менше 2 (стор.640)                     |
| 679 | Цвітне                                                                                                   | не менше 255 (стор.465)                   |
| 680 | Хутір Чабаника (Кропивницький район)                                                                     | не менше 1 (стор.278)                     |
| 681 | Чаплище                                                                                                  | 241 (стор.817)                            |
| 682 | Чемерпіль; Березівка; Ташлик                                                                             | не менше 11 (стор.63)                     |
| 683 | Червоний Кут (Кропивницький район)                                                                       | не менше 9 (стор.274)                     |
| 684 | Червона Кам'янка                                                                                         | 642 (стор.601)                            |
| 685 | Червона Кам'янка (Знам'янський район)                                                                    | не менше 1 (стор.220)                     |
| 686 | Червона Федорівка (Онуфріївський район)                                                                  | не менше 7 (стор.630)                     |
| 687 | Червоне (Голованівський район)                                                                           | 213 (стор.68)                             |
| 688 | Червоне Озеро (Кропивницький район)                                                                      | не менше 17 (стор.157)                    |
| 689 | Червоне Озеро (Олександрійський район)                                                                   | не менше 1 (стор.571)                     |
| 690 | Червоний Ташлик; Вільне                                                                                  | не менше 6 (стор.393)                     |
| 691 | Червоний Яр (Кропивницький район)                                                                        | точні дані не встановлені (стор.286)      |
| 692 | Червоні Терни (Онуфріївський район)                                                                      | 26 (стор.628)                             |
| 693 | Червонобратське — нині в складі Братське (Попельнастівська сільська громада)                             | 11 (стор.597)                             |
| 694 | Червоновершка                                                                                            | 73 (стор.317)                             |
| 695 | Червонокостянтинівка                                                                                     | не менше 2 (стор.640)                     |
| 696 | Червонопілля (Кропивницький район) і Тарасівка (Кетрисанівська сільська громада)                         | не менше 10 (стор.31)                     |
| 697 | Червоноярка                                                                                              | не менше 3 (стор.293)                     |
| 698 | Черепяхівка (Новогеоргіївський район)                                                                    | не менше 1 (стор.822)                     |
| 699 | Чечеліївка                                                                                               | не менше 9 (стор.640)                     |
| 700 | Чисте Озеро (Новогеоргіївський район)                                                                    | 137 (стор.820)                            |
| 701 | Чистилове                                                                                                | не менше 3 (стор.123)                     |
| 702 | Чистопілля (Голованівський район)                                                                        | не менше 12 (стор.49)                     |
| 703 | Чутівка (Знам'янський район)                                                                             | 16 (стор.221)                             |
| 704 | Шамівка                                                                                                  | не менше 18 (стор.196)                    |
| 705 | Шамраєве                                                                                                 | не менше 26 (стор.837)                    |
| 706 | Хутір Шевченківський — згодом приєднаний до села Кривоносове (Кропивницький район)                       | не менше 19 (стор.33)                     |
| 707 | Хутір Шевченко (Компаніївський район)                                                                    | 7 (стор.300)                              |
| 708 | Шевченкове (увійшло до складу міста Долинська)                                                           | не менше 12 (стор.143)                    |
| 709 | Шевченкове (Кропивницький район)                                                                         | не менше 7 (стор.290)                     |
| 710 | Шевченкове (Олександрійський район)                                                                      | 5 (стор.568)                              |
| 711 | Шевченкове (Устинівський район)                                                                          | 32 (стор.841)                             |
| 712 | Шепилове                                                                                                 | не менше 138 (стор.121)                   |
| 713 | Широка Балка (Кропивницький район)                                                                       | не менше 24 (стор.149)                    |
| 714 | Шляхове (Голованівський район)                                                                           | не менше 8 (стор.352)                     |
| 715 | Шляхове (Кропивницький район)                                                                            | не менше 11 (стор.21)                     |
| 716 | Шутеньке                                                                                                 | не менше 10 (стор.383)                    |
| 717 | Юр'ївка (Добровеличківська селищна громада)                                                              | не менше 275 (стор.141)                   |
| 718 | Юр'ївка (Компаніївський район)                                                                           | 47 (стор.301)                             |
| 719 | Юридівка                                                                                                 | не менше 2 (стор.72)                      |
| 720 | Юхимове                                                                                                  | не менше 49 (стор.202)                    |
| 721 | Яблунівка (Бобринецький район) і Мар'янівка (Кетрисанівська сільська громада)                            | не менше 29 (стор.26)                     |
| 722 | Яблунівка (Новоукраїнський район)                                                                        | не менше 3 (стор.382)                     |
| 723 | Яблучко (тоді Жовтневе)                                                                                  | не менше 7 (стор.22)                      |
| 724 | Якимівка (Смолінська селищна громада)                                                                    | не менше 16 (стор.339)                    |
| 725 | Ялинівка (Олександрійський район)                                                                        | 65 612                                    |
| 726 | Хутір Ямки (Олександрівський район)                                                                      | не менше 1(стор.479)                      |
| 727 | Яремівка (Олександрійський район)                                                                        | 35 (стор.701)                             |
| 728 | Ясинуватка (Кропивницький район)                                                                         | 77 (стор.463)                             |
| 729 | Ясинуватка (Онуфріївська селищна громада)                                                                | не менше 71 (стор.625)                    |
| 730 | Ясинуватка (Пантаївська селищна громада)                                                                 | не менше 48 (стор.556)                    |